# Kodeks 0263
Kodeks 0263 (Gregory-Aland no. 0263) – grecki kodeks uncjalny Nowego Testamentu na pergaminie, datowany metodą paleograficzną na VI wiek. Rękopis jest przechowywany w Berlinie. Tekst rękopisu jest wykorzystywany w niektórych współczesnych wydaniach greckiego Nowego Testamentu. 

## Opis
Zachował się fragment 1 pergaminowej karty rękopisu, z greckim tekstem Ewangelii Marka (5,26-27.31) i koptyjskim Jana 1,16-18. Karta ma rozmiar 28 na 22 cm. Tekst jest pisany jedną kolumną na stronę, 17 linijek tekstu na stronę. 

## Tekst
Tekst rękopisu jest zbyt krótki, aby określić jego charakter tekstualny. Kurt Aland nie zaklasyfikował go do żadnej kategorii. 

## Historia
INTF datuje rękopis 0263 na VI wiek . 
Tekst rękopisu opublikował Kurt Treu w 1966 roku. 
Na listę greckich rękopisów Nowego Testamentu wciągnął go Kurt Aland, oznaczając go przy pomocy siglum 0263. Został uwzględniony w II wydaniu Kurzgefasste. Rękopis został wykorzystany w niektórych krytycznych wydaniach greckiego Nowego Testamentu (NA26). Nie jest cytowany w NA27 i UBS4. 
Rękopis jest przechowywany w Staatliche Museen zu Berlin (P. 14045) w Berlinie . 